# Vouneuil-sous-Biard

Vouneuil-sous-Biard este o comună în departamentul Vienne, Franța. În 2009 avea o populație de 5,028 de locuitori.